# Mystici Corporis Christi

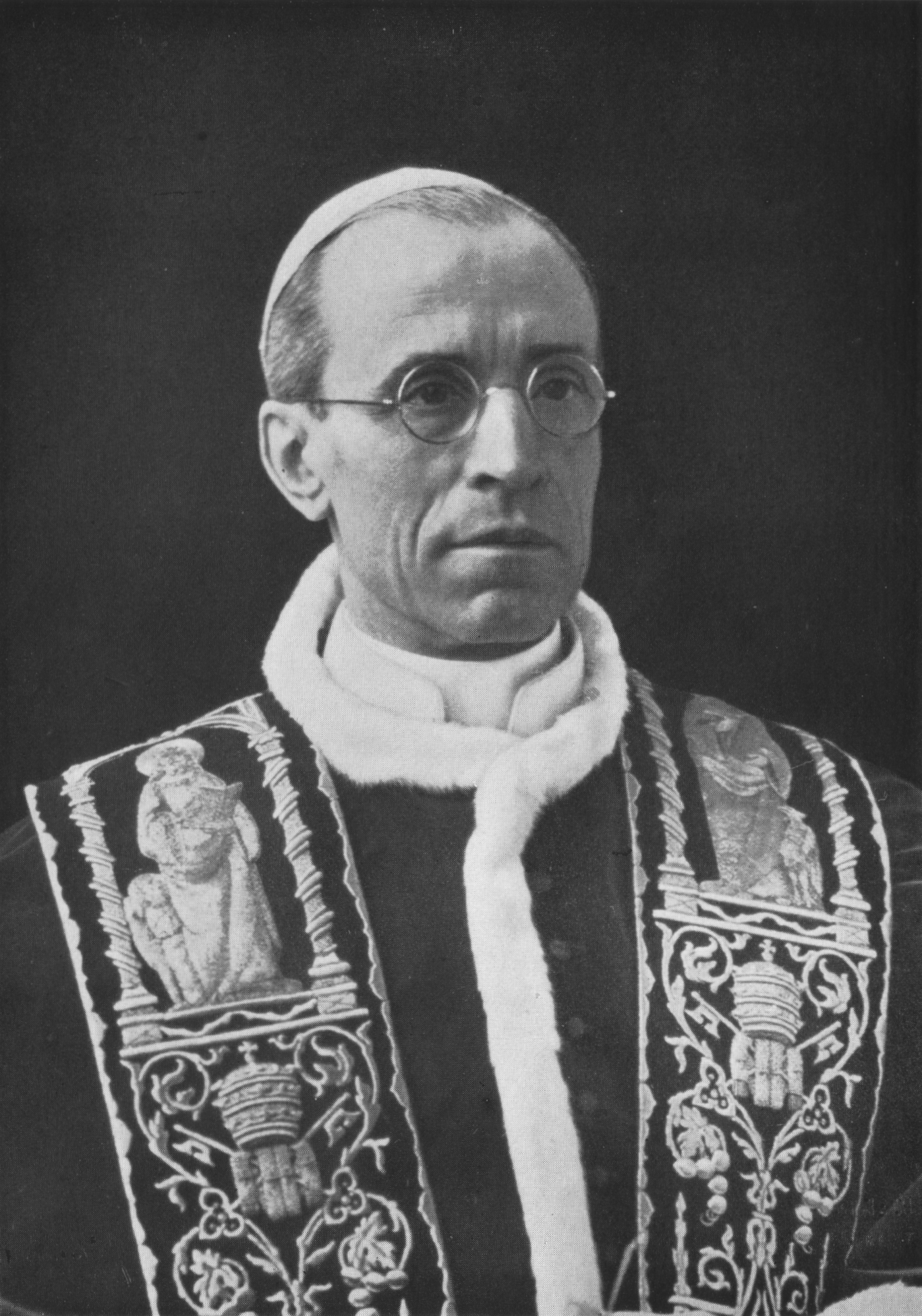
Papa Pio XII, autor da Encíclica Mystici Corporis Christi.

Mystici Corporis Christi foi a 4.ª das 40 Encíclicas publicadas pelo Papa Pio XII, datada de 29 de junho de 1943 (portanto durante a Segunda Guerra Mundial) e destinada a reafirmar a doutrina do Corpus Mysticum ou da Igreja (clero e fieis) como o Corpo Místico de Cristo, ideia inicialmente difundida por São Paulo em I Coríntios 12,12-14. Para isso, esta Encíclica evoca a importância da teologia, da liturgia, da música sacra e da participação dos fiéis no seu estabelecimento.

## Conteúdo geral da EncíclicaMystici Corporis Christi
- Introdução (§ 1-11)

1. Primeira parte: a Igreja, "corpo místico" de Cristo (§ 12-13)
  1. A Igreja é um "corpo"
    1. Corpo único, indiviso, visível (§ 14-15)
    2. Corpo composto "orgânica" e "hierarquicamente" (§ 16-17)
    3. Corpo dotado de órgãos vitais, isto é, sacramentos (§ 18-19)
    4. Corpo formado por membros determinados (§ 20-23)

  2. A Igreja é o corpo "de Cristo" (§ 24)
    1. Cristo foi o "Fundador" deste corpo (§ 25-32)
    2. Cristo é a "cabeça" deste corpo (§ 33-50)
    3. Cristo é o "sustentador" deste corpo (§ 51-57)

  3. A Igreja é o corpo "místico" de Cristo (§ 58-61)
  4. A Igreja jurídica e a Igreja da caridade (§ 62-66)
2. Segunda parte: União dos fiéis com Cristo (§ 67)
  1. Vínculos jurídicos e sociais (§ 68-69)
  2. Virtudes teologais (§ 70-77)
  3. A inabitação do Espírito Santo (§ 78-79)
  4. A Eucaristia sinal de unidade (§ 80-83)
3. Terceira parte: Exortação pastoral
  1. Erros relativos à vida ascética
    1. Falso misticismo (§ 84)
    2. Falso "quietismo" (§ 85)
    3. Erros relativos à confissão sacramental e à oração (§ 86-88)

  2. Exortação a amar a Igreja (§ 89)
    1. Com amor sólido (§ 90)
    2. Que nos faça ver Cristo na Igreja (§ 91)
    3. Imitemos o amor de Cristo para com a Igreja (§ 92-105)

- Epílogo: A Virgem Senhora Nossa (§ 106-108)

## A EncíclicaMystici Corporis Christientre os documentos da Igreja Católica sobre música sacra
A Igreja Católica, desde a Idade Média, emitiu determinações sobre a música sacra, na forma de bulas, encíclicas (epístolas encíclicas ou cartas encíclicas), constituições, decretos, instruções, motu proprio, ordenações, éditos e outras. A maior parte dessas decisões foi local ou pontual, e apenas algumas tiveram caráter geral, dentre as quais, segundo Paulo Castagna, estão os doze conjuntos de determinações mais impactantes na prática musical, do século XIV ao século XX, excetuando-se destas as inúmeras instruções cerimoniais (ou rubricas) dos livros litúrgicos:
1. A Bula Docta Sanctorum Patrum de João XXII (1325)
2. O Decreto do que se deve observar e evitar na celebração da Missa de 17 de setembro de 1562, da Seção XXII do Concílio de Trento
3. O Cæremoniale Episcoporum (Cerimonial dos Bispos), publicado por Clemente VIII em 1600, reformado por Bento XIV em 1752 e por Leão XIII 1886.
4. Os Decretos da Sagrada Congregação dos Ritos (1602-1909)
5. A Constituição Piæ sollicitudinis studio, de Alexandre VII (23 de abril de 1657)
6. A Carta Encíclica Annus qui hunc, do papa Bento XIV (19 de fevereiro de 1749)
7. A Ordinatio quoad sacram musicen, da Sagrada Congregação dos Ritos (25 de setembro de 1884)
8. O Decreto Quod sanctus Augustinus de Leão XIII (7 de julho de 1894), ratificado pela Sagrada Congregação dos Ritos como decreto n.3830
9. O Motu Proprio Inter pastoralis officii sollicitudines (Tra le sollecitudini) de Pio X (22 de novembro de 1903)
10. A Carta Encíclica Musicæ sacræ disciplina sobre a música sacra, do papa Pio XII (25 de dezembro de 1955)
11. A Instrução De musica sacra et sacra liturgia sobre música sacra e liturgia, do papa Leão XXIII, 3 de setembro de 1958
12. O Decreto Sacrosanctum Concilium sobre música sacra do Concílio Vaticano II (4 de dezembro de 1963)
A Encíclica Mystici Corporis Christi reafirmou a importância de valorizar "os cantos sagrados e a liturgia, com que eleva as nossas almas às coisas do céu", preparando terreno para uma reafirmação mais intensa dos princípios da música sacra na Encíclica Mediator Dei (1947). Esse documento não apresentou aspectos novos ou impactantes na música sacra em relação aos documentos anteriores sobre o assunto, mas tem importância histórica como um dos que possibilitaram a continuidade da prática musical restaurista na Igreja Católica até o final da década de 1950.

## Conteúdo musical da EncíclicaMystici Corporis Christi
| 90. Ne autem a tenebrarum angelo decipiamur, transfigurante se in angelum lucis (cfr. 2 Cor. 11, 14), haec sit amoris nostri suprema lex ut nempe Christi Sponsam, qualem eam Christus voluit suoque sanguine acquisivit, diligamus. Non modo igitur sacramenta, quibus Ecclesia pia Mater nos alit; non modo sollemnia, quibus nos solacio laetitiaque afficit, ac sacra cantica et liturgici ritus, quibus mentes nostras ad caelestia erigit, carissima nobis sint oportet, sed et sacramentalia, quae dicimus, atque varia illa pietatis exercitia, quibus eadem fidelium animos Spiritu Christi suaviter imbuit et consolatur. Nec solummodo officium nobis est maternam eius erga nos pietatem, ut filios addecet, rependere, sed acceptam etiam a Christo auctoritatem eius revereri, quae in captivitatem redigit intellectus nostros in obsequium Christi (cfr. 2 Cor. 10, 5); atque adeo eius legibus eiusque de moribus praeceptis, nonnumquam naturae nostrae a primaeva innocentia lapsae durioribus, obtemperare iubemur; itemque rebellans, quod gerimus, corpus voluntaria castigatione cornpescere; quin immo interdum a iucundis etiam rebus, neque iis noxiis, abstinere admonemur. Nec satis est mysticum hoc Corpus diligere, divino Capite caelestibusque dotibus insigne; sed actuoso etiam amore idem prosequi debemus, prouti in mortali manifestatur carne nostra, ex humanis nempe infirmisque elementis constans, etsi minus eadem nonnum quam ei loco congruunt, quem in venerando illo Corpore occupant. | 90. Mas para que não nos deixemos enganar pelo anjo das trevas, transfigurado em anjo de luz (cf. 2Cor 11,14), seja esta a suprema lei do nosso amor: amar a esposa de Cristo tal como Cristo a quis e a adquiriu com seu sangue. Portanto não só devemos amar sinceramente os sacramentos, com que a Igreja, mãe extremosa; nos sustenta, e as solenidades com que nos consola e alegra, os cantos sagrados e a liturgia, com que eleva as nossas almas às coisas do céu, mas também os sacramentais e os vários exercícios de piedade com que suavemente impregna de Espírito de Cristo e conforta as almas. E não só é nosso dever pagar com amor, como bons filhos, o seu materno amor para conosco, senão também venerar a sua autoridade que ela recebeu de Cristo e com que cativa as nossas inteligências em homenagem a Cristo (cf. 2Cor 10,5); e não menos obedecer às suas leis e preceitos morais, às vezes molestos à nossa natureza decaída; refrear a rebeldia deste nosso corpo com penitência voluntária, e até mortificar-nos, privando-nos de quando em quando de coisas agradáveis, embora não perigosas. Nem basta amar o corpo místico no esplendor da cabeça divina e dos dons celestes que o exornam; devemos com amor efetivo amá-lo tal qual se nos apresenta na nossa carne mortal, composto de elementos humanos e enfermiços, embora por vezes desdigam um pouco do lugar que ocupam em tão venerando corpo. |